# Bahnstrecke Groß Gleidingen–Wolfenbüttel
| Kursbuchstrecke: | 184h (Hoheweg – Wolfenbüttel 1934) 206e ((Immendorf) – Fümmelse – Wolfenbüttel 1946) |                                                    |                                                    |
| Spurweite: | 1435 mm (Normalspur)                                                                 |                                                    |                                                    |
| |                                                                                      |                                                    |                                                    |
| \| \| \| Hannover–Braunschweig \| \| \| \| \| Groß Gleidingen \| \| \| \| \| von Hildesheim \| \| \| \| 1,7 \| Beddingen Nordkopf (Bft) \| Beddingen Nordkopf (Bft) \| \| \| 1,8 \| Beddingen VPS (Bft) \| Beddingen VPS (Bft) \| \| \| 3,5 \| Beddingen Übergabebahnhof \| Beddingen Übergabebahnhof \| \| \| \| nach Salzgitter-Bad (VPS) \| \| \| \| \| zu Volkswagen \| \| \| \| \| Steterburg \| \| \| \| \| Abzw Hoheweg \| \| \| \| \| nach Braunschweig West (1886–1940er) \| \| \| \| \| Hoheweg \| \| \| \| \| nach Derneburg (Altstrecke via Barum, 1886–1940er) \| \| \| \| \| rechts: urspr. Strecke Hoheweg–Wolfenbüttel West[1] \| \| \| \| \| \| \| \| \| \| Nutzen unbekannt \| \| \| \| \| Salzgitter-Bad–Leiferde \| \| \| \| \| \| \| \| \| \| Fümmelse (neu) \| \| \| \| \| Fümmelse (alt) \| \| \| \| \| Neutrassierung in den 1940ern \| \| \| \| \| Wolfenbüttel West Endpunkt bis 1890 \| \| \| \| \| von Braunschweig \| \| \| \| \| Wolfenbüttel Hp \| \| \| \| \| Wolfenbüttel \| \| \| \| \| nach Bad Harzburg \| \| \| \| \| nach Oschersleben \| \| |                                                                                      |                                                    |                                                    |
| Strecke nach links · Dienststation / Betriebs- oder Güterbahnhof quer · Strecke quer · Abzweig quer und von links |                                                                                      | Hannover–Braunschweig                              | Hannover–Braunschweig                              |
| Strecke von links · Dienststation / Betriebs- oder Güterbahnhof quer · Abzweig quer, von links und von rechts · Abzweig quer und nach rechts |                                                                                      | Groß Gleidingen                                    | Groß Gleidingen                                    |
| Strecke · Strecke |                                                                                      | von Hildesheim                                     | von Hildesheim                                     |
| Dienststation / Betriebs- oder Güterbahnhof | 1,7                                                                                  | Beddingen Nordkopf (Bft)                           | Beddingen Nordkopf (Bft)                           |
| Dienststation / Betriebs- oder Güterbahnhof | 1,8                                                                                  | Beddingen VPS (Bft)                                | Beddingen VPS (Bft)                                |
| Dienststation / Betriebs- oder Güterbahnhof | 3,5                                                                                  | Beddingen Übergabebahnhof                          | Beddingen Übergabebahnhof                          |
| Abzweig geradeaus und nach rechts |                                                                                      | nach Salzgitter-Bad (VPS)                          | nach Salzgitter-Bad (VPS)                          |
| Abzweig ehemals geradeaus und nach rechts |                                                                                      | zu Volkswagen                                      | zu Volkswagen                                      |
| Haltepunkt / Haltestelle (Strecke außer Betrieb) |                                                                                      | Steterburg                                         | Steterburg                                         |
| Strecke von links (außer Betrieb) · Strecke quer (außer Betrieb) · Abzweig geradeaus und nach rechts (Strecke außer Betrieb) |                                                                                      | Abzw Hoheweg                                       | Abzw Hoheweg                                       |
| Strecke (außer Betrieb) · Strecke (außer Betrieb) · Strecke von links (außer Betrieb) |                                                                                      | nach Braunschweig West (1886–1940er)               | nach Braunschweig West (1886–1940er)               |
| Strecke (außer Betrieb) · Strecke (außer Betrieb) · Bahnhof (Strecke außer Betrieb) |                                                                                      | Hoheweg                                            | Hoheweg                                            |
| Abzweig quer und von rechts (Strecke außer Betrieb) · Kreuzung (Strecken außer Betrieb) · Strecke quer (außer Betrieb) · Kreuzung (Strecken außer Betrieb) · Abzweig geradeaus und nach rechts (Strecke außer Betrieb) |                                                                                      | nach Derneburg (Altstrecke via Barum, 1886–1940er) | nach Derneburg (Altstrecke via Barum, 1886–1940er) |
| Strecke nach links (außer Betrieb) · Kreuzung (Strecken außer Betrieb) · Abzweig von links und von rechts (Strecke außer Betrieb) · Kreuzung (Strecken außer Betrieb) · Strecke nach rechts (außer Betrieb) |                                                                                      | rechts: urspr. Strecke Hoheweg–Wolfenbüttel West   | rechts: urspr. Strecke Hoheweg–Wolfenbüttel West   |
| Abzweig geradeaus und von links (Strecke außer Betrieb) · Kreuzung (Strecken außer Betrieb) · Abzweig quer und nach links (Strecke außer Betrieb) · Strecke von rechts (außer Betrieb) |                                                                                      |                                                    |                                                    |
| Strecke (außer Betrieb) · Strecke (außer Betrieb) · Strecke (außer Betrieb) |                                                                                      | Nutzen unbekannt                                   | Nutzen unbekannt                                   |
| Abzweig quer, ehemals nach rechts und ehemals von rechts · Kreuzung (Strecke geradeaus außer Betrieb) · Abzweig quer und ehemals nach links · Kreuzung (Strecke geradeaus außer Betrieb) |                                                                                      | Salzgitter-Bad–Leiferde                            | Salzgitter-Bad–Leiferde                            |
| Strecke nach links (außer Betrieb) · Kreuzung (Strecken außer Betrieb) · Strecke quer (außer Betrieb) · Abzweig geradeaus und von rechts (Strecke außer Betrieb) |                                                                                      |                                                    |                                                    |
| Strecke (außer Betrieb) · Bahnhof (Strecke außer Betrieb) |                                                                                      | Fümmelse (neu)                                     | Fümmelse (neu)                                     |
| Haltepunkt / Haltestelle (Strecke außer Betrieb) · Strecke (außer Betrieb) |                                                                                      | Fümmelse (alt)                                     | Fümmelse (alt)                                     |
| Abzweig geradeaus und von links (Strecke außer Betrieb) · Strecke quer (außer Betrieb) · Strecke nach rechts (außer Betrieb) |                                                                                      | Neutrassierung in den 1940ern                      | Neutrassierung in den 1940ern                      |
| Bahnhof (Strecke außer Betrieb) |                                                                                      | Wolfenbüttel West Endpunkt bis 1890                | Wolfenbüttel West Endpunkt bis 1890                |
| Abzweig ehemals geradeaus und von links |                                                                                      | von Braunschweig                                   | von Braunschweig                                   |
| Haltepunkt / Haltestelle |                                                                                      | Wolfenbüttel Hp                                    | Wolfenbüttel Hp                                    |
| Dienststation / Betriebs- oder Güterbahnhof |                                                                                      | Wolfenbüttel                                       | Wolfenbüttel                                       |
| Abzweig geradeaus und nach rechts |                                                                                      | nach Bad Harzburg                                  | nach Bad Harzburg                                  |
| Strecke |                                                                                      | nach Oschersleben                                  | nach Oschersleben                                  |

Die Bahnstrecke Groß Gleidingen–Wolfenbüttel war anfangs eine Zweigstrecke von der Bahnstrecke Braunschweig Nord–Derneburg der BLE zum Bahnhof Wolfenbüttel West.
Im Zuge der Industrialisierung wurden die Gleisanlagen im Raum Salzgitter mehrfach umgebaut und neu trassiert, so entstand Anfang der 1940er Jahre die Verbindung zwischen den westwärts führenden Bahnstrecken nach Hannover und Hildesheim bei Groß Gleidingen und der ostwärts führenden Bahnstrecke Wolfenbüttel–Oschersleben nahezu komplett neu.

## Ursprünglicher Verlauf
Die von 1886 bis mindestens 1938 genutzte Strecke begann im Bahnhof Hoheweg an der Bahnstrecke Braunschweig Nord–Derneburg, der Stammstrecke Braunschweigischen Landes-Eisenbahn-Gesellschaft (BLE). Sie führte dann weiter am damals noch nördlichen Ortsrand von Fümmelse, also zwischen den heutigen Straßen Obere Burgstraße und Im Burgenkamp bzw. Nordring und dem Friedhof. Die Bahn verlief weiter nördlich des heutigen Industriegebiets. Kurz hinter der Brücke über den Brückenbach verläuft ein Feldweg auf der Trasse; das ist das letzte Überbleibsel des ursprünglichen Verlaufs von 1886. Die Strecke endete im Wolfenbütteler Westbahnhof.
Diese Strecke war als Erschließungsstrecke im ländlichen Raum kurvenreich und ließ nur geringe Geschwindigkeiten zu.

## Späterer Verlauf
Die spätere Verbindung zweigt bei Groß Gleidingen mit einem Gleisdreieck von der in Ost-West-Richtung verlaufenden Bahnstrecke Hannover–Braunschweig nach Süden ab. Direkt darauf folgt der Übergabebahnhof Beddingen. Südlich von diesem folgen die Brücken der Landesstraße L 615 und der Bundesautobahn 39. Unmittelbar dahinter zweigen die noch in Betrieb befindlichen Anschlussbahnen zum Hafen bei Beddingen, zu Salzgitter Flachstahl (den ehemaligen Reichswerken) und zum Volkswagenwerk Salzgitter; weiterhin besteht hierüber Anschluss nach Schacht Konrad, zum Alstom-Werk und weiteren kleineren Anschlüssen sowie zur Stammstrecke der Verkehrsbetriebe Peine-Salzgitter.
Im Gegensatz zu den Anschlüssen führte die Hauptstrecke allerdings weiter südlich. Kurz nach den Abzweigen folgt der Haltepunkt Steterburg. Die Strecke macht auf Höhe des VW-Umspannwerks einen leichten Knick nach Südsüdosten. Unmittelbar vor dem Bahnübergang der Landesstraße L 614 befand sich der Abzweig Hoheweg (nicht zu verwechseln mit dem ehemaligen Bahnhof Hoheweg). Geradeaus weiter befand sich erst ein Abzweig zur BLE-Stammstrecke Braunschweig Nord–Lichtenberg von 1886 in Richtung Barum bzw. Derneburg, noch weiter geradeaus mündete die Strecke schließlich in den Bahnhof Salzgitter-Drütte (ehemals Immendorf) der noch heute genutzten Reichsbahnstrecke Leiferde–Salzgitter-Bad aus den 1940er Jahren.
Biegt man am Abzw Hoheweg links ab, tangiert die Strecke südlich den ehemaligen Bahnhof Hoheweg der BLE-Strecke Braunschweig Nord–Lichtenberg von 1886 und führt weiter ostwärts am neuen nördlichen Ortsrand von Fümmelse vorbei und mündete am heutigen westlichen Ortsrand von Wolfenbüttel in die BLE-Strecke Hoheweg–Wolfenbüttel West. Zwischen Hoheweg und Fümmelse befanden sich noch zwei weitere Überleitkurven zur Reichsbahnstrecke in Richtung Salzgitter-Drütte.
Die bis zuletzt genutzte Strecke wurde auch für schwere Güterzüge trassiert und weist im Gegensatz zur ursprünglichen Strecke kaum Kurven auf.

## Geschichte

### Zeit der Landeseisenbahn bis 1938
Beim Bau der Fernstrecken war das Dreieck zwischen der Braunschweigischen Südbahn (damals noch von Börßum Richtung Kreiensen), der Bahnstrecke Hildesheim–Goslar, der Bahnstrecke Hildesheim–Braunschweig und der Bahnstrecke Braunschweig–Bad Harzburg frei geblieben. Zur Erschließung dieses Raumes erteilte die Landesregierung 1885 eine Konzession an die private BLE, eine Bahn nach Derneburg und von dort weiter nach Seesen zu bauen und zu betreiben. Sie gewährte Bauzuschüsse, um das Projekt interessant zu machen.
Bereits am 18. Juli 1886 wurde die BLE-Stammstrecke Braunschweig Nord–Derneburg eröffnet, zunächst nur im Personenverkehr. Der Güterverkehr wurde am 5. August aufgenommen. Am 17. Oktober folgte schließlich der Abzweig vom Bahnhof Hoheweg quer durch Fümmelse zum Wolfenbütteler Westbahnhof. Er diente jedoch eher der regionalen Erschließung bzw. dem Anschluss der privaten BLE an Wolfenbüttel; die größten Städte des Herzogtums waren bereits seit 1838 mit der heutigen Bahnstrecke Braunschweig–Bad Harzburg direkt verbunden.
Bereits 1890 wurde eine Verbindung vom Wolfenbütteler Staatsbahnhof zum Westbahnhof der BLE errichtet; dennoch endeten die BLE-Personenzüge noch bis 1932 in Wolfenbüttel West.
Zwischen Fümmelse und Hoheweg wurde die Strecke außerdem noch Richtung Barum und Derneburg verschwenkt.

### Umbauten 1938 bis 1954
Um den neuen Industriekomplex erschließen zu können, verstaatlichte die damalige Reichsregierung 1938 die BLE. Ab diesem Jahr fuhren die Personenzüge der ehemaligen BLE-Strecken in den damaligen Hauptbahnhof Braunschweig.
Im nächsten Schritt wurde eine neue, gradlinige Verbindung von Leiferde an der Bahnstrecke Braunschweig–Bad Harzburg zum Bahnhof Immendorf (heute Salzgitter-Drütte) verlegt (Strecke 1920). Die alte BLE-Strecke wurde erst südlich davon angeschlossen, die alte Streckenführung durch Thiede größtenteils stillgelegt. Dadurch war auch die Bahnstrecke Hoheweg–Wolfenbüttel nicht mehr nutzbar. Sie wurde schließlich durch die geradlinigere Bahnstrecke Groß Gleidingen–Wolfenbüttel ersetzt, welche gleich dreifach an die neue Bahnstrecke Leiferde–Immendorf in Richtung Immendorf angeschlossen wurde.
Am 1. Juni 1943 wurde zwischen Steterburg und Drütte Werkspersonenverkehr aufgenommen. Vermutlich vom 15. Mai 1949 bis zum 21. Mai 1955 fuhren Personenzüge von Braunschweig über Timmerlah, Beddingen und Steterburg nach Salzgitter-Drütte.

### Rückzug ab den 1950er Jahren
Bereits Ende 1955 lag der Abschnitt zwischen Beddingen und Salzgitter-Drütte wieder für einige Zeit still, wie ein Antrag der Bundesbahn auf vorübergehende Stilllegung belegt.
Zu Beginn des Winterhalbjahres 1959/1960 wurde der Personenverkehr zwischen Salzgitter-Drütte und Wolfenbüttel aufgegeben.
Noch Anfang Mai 1977 wurde die Strecke als Umleitung benutzt, als am Abzweig Leiferde gebaut wurde.
Der Güterverkehr zwischen dem Übergabebahnhof Beddingen, dem Haltepunkt Steterburg und Salzgitter-Drütte wurde am 27. September 1985 aufgelassen. Dieser Abschnitt wurde Anfang der 1990er Jahre endgültig abgebaut.